# Okamira pulchra
Okamira pulchra là một loài bọ cánh cứng trong họ Cerambycidae.